# Joe D'Amato
Joe D'Amato, egentligen Aristide Massaccesi, född 15 december 1936 i Rom, död 23 januari 1999 i Monterotondo nära Rom, var en italiensk filmmakare. Han regisserade ett stort antal filmer och verkade även som filmfotograf, manusförfattare och producent.
D'Amato var verksam i många olika genrer. Han är bland annat känd för sina skräckfilmer Buio Omega (1979) och Antropophagus (1980). Efter att Conan Barbaren blivit en framgång 1982 gjorde D'Amato ett antal liknande fantasyäventyrsfilmer med hjälten Ator. Han regisserade även flera mjukpornografiska filmer i Black Emanuelle-serien, däribland Emanuelle and the Last Cannibals (1977), och sent i karriären ett stort antal renodlade porrfilmer.